# Gmina związkowa Wolfstein
Gmina związkowa Wolfstein (niem. Verbandsgemeinde Wolfstein) – dawna gmina związkowa w Niemczech, w kraju związkowym Nadrenia-Palatynat, w powiecie Kusel. Siedziba gminy związkowej znajdowała się w mieście Wolfstein. 1 lipca 2014 gminę związkową połączono z gminą związkową Lauterecken tworząc w ten sposób nową gminę związkową Lauterecken-Wolfstein.

## Podział administracyjny
Gmina związkowa zrzeszała 15 gmin, w tym jedną gminę miejską (Stadt) oraz 14 gmin wiejskich:
1. Aschbach
2. Einöllen
3. Eßweiler
4. Hefersweiler
5. Hinzweiler
6. Jettenbach
7. Kreimbach-Kaulbach
8. Nußbach
9. Oberweiler im Tal
10. Oberweiler-Tiefenbach
11. Reipoltskirchen
12. Relsberg
13. Rothselberg
14. Rutsweiler an der Lauter
15. Wolfstein